# Брзо клизање на Зимским олимпијским играма 2014 — 10000 метара за мушкарце
Такмичење у трци на 10000 метара у брзом клизању на Зимским олимпијским играма 2014. одржано је 18. фебруара у Адлер арени у Сочију.

## Квалификације
У овој дисциплини могло је да учествује 16 клизача, не више од тројице из једне земље. Десет најбољих након четири трке Светског купа у брзом клизању у сезони 2013/14. обезбедило је учешће, док је осталих шест места одређено на основу свих резултата остварених у Светском купу у овој дисциплини. Такође, направљена је и листа резервних такмичара.

## Рекорди
Пре овог такмичења, важећи светски и олимпијски рекорди су дати у табели испод.
| Светски рекорд    | Свен Крамер | 12:41,69 | Солт Лејк Сити, САД | 10. март 2007.    |
| Олимпијски рекорд | Ли Сунг-хун | 12:58,55 | Ванкувер, Канада    | 23. фебруар 2010. |
| ----------------- | ----------- | -------- | ------------------- | ----------------- |

## Резултати
Такмичење је почело у 17:00 по локалном времену.
| Пласман | Пар | Стаза | Такмичар              | Земља        | Време    | Заостатак | Белешке |
| ------- | --- | ----- | --------------------- | ------------ | -------- | --------- | ------- |
|         | 6   | С     | Јорит Бергсма         | Холандија    | 12:44,45 | —         | ОР, РС  |
| 2       | 7   | С     | Свен Крамер           | Холандија    | 12:49,02 | +4,57     |         |
| 3       | 5   | У     | Боб де Јонг           | Холандија    | 13:07,19 | +22,74    |         |
| 4       | 7   | У     | Ли Сунг-хун           | Јужна Кореја | 13:11,68 | +27,23    |         |
| 5       | 6   | У     | Барт Свингс           | Белгија      | 13:13,99 | +29,54    |         |
| 6       | 4   | С     | Патрик Бекерт         | Немачка      | 13:14,26 | +29,81    |         |
| 7       | 2   | С     | Шејн Добин            | Нови Зеланд  | 13:16,42 | +31,97    |         |
| 8       | 2   | У     | Мориц Гајсрајтер      | Немачка      | 13:20,26 | +35,81    |         |
| 9       | 3   | У     | Јевгениј Серјајев     | Русија       | 13:28,61 | +44,16    |         |
| 10      | 3   | С     | Емери Лејман          | САД          | 13:28,67 | +44,22    |         |
| 11      | 1   | С     | Патрик Мик            | САД          | 13:28,72 | +44,27    |         |
| 12      | 4   | У     | Дмитриј Бабенко       | Казахстан    | 13:33,18 | +48,73    |         |
| 13      | 5   | С     | Алексеј Баумгертнер   | Немачка      | 13:44,39 | +59,94    |         |
| 14      | 1   | У     | Себастијан Друшкјевич | Пољска       | 13:45,31 | +1:00,86  |         |

ОР = олимпијски рекорд, РС = рекорд стазе